# Taita Hills
Taita Hills, někdy hláskované též jako Teita Hills, je pohoří, které se nachází v oblasti Taita–Taveta na jihovýchodě státu Keňa. Skládá se ze tří masivů: Dabida, Sagalla (na jižní straně města Voi) a Kasigau (při hranicích s Tanzanií). Masiv Dabida je největším a nejvyšším, skládá se ze čtyř hlavních vrcholů: Iyale, Wasu, Susu a Vuria. Vuria je nejvyšší horou celého pohoří, měří 2 228 metrů nad mořem.

## Historie
Asi před 30 miliony lety byla celá oblast pokryta rozsáhlými pralesy, během chladnějších a sušších dob před 10 miliony lety se však z nížinných tropických lesů staly travnaté savany a pouze horská pásma přetrvala jako ostrůvky zeleně, kde pralesy nadále prosperovaly. Izolace každého pohoří vedla k evoluci rozmanitého rostlinstva i živočistva, přičemž zde žije velké množství endemitů. Taita Hills zachovává jen asi 6 km2 lesa, ostatní pohoří jsou více zalesněná.

## Příroda
Ve zdejších vlhkých lesích roste více než 20 endemitních druhů afrických fialek (například druh Saintpaulia teitensiss). Z ptáků zde žije endemitně například drozd keňský (Turdus helleri) a prinie taitská (Apalis fuscigularis), přičemž oba dva druhy jsou kriticky ohrožené a hrozí jim vyhynutí. V oblasti byli poprvé objeveni sokol malý (Falco fasciinucha) a ťuhýk východoafrický (Lanius dorsalis), tito ptáci však byli později nalezeni i jinde a nejedná se tedy o endemity. Z další endemitní fauny lze naopak jmenovat červory z rodu Boulengerula, jako je kriticky ohrožená cecílie Boulengerula niedeni nabo cecílie horská (B. taitana), jenž je pozoruhodná tím, že její mláďata se živí kůží své matky.
Místní lidé žijí na okrajích lesů a obhospodařují půdu, která je velmi úrodná. Oblast byla v minulosti těžce narušena a zbytky původních lesů nyní chrání rezervace Taita Hills Wildlife Sanctuary. Na nížinách a předhůřích se půda využívá především pro osetí nebo pastvu.
Oblast je degradována odlesňováním, snižováním hladiny vod a erozí. Roční srážky se pohybují od 500 mm v nížinách až po téměř trojnásobek v horských oblastech. Ročně zde nastanou dvě období dešťů: od března do května nebo června a od října do prosince, množství srážek je nicméně velmi proměnlivé.